# Сеака (Бакау)
Сеака (рум. Seaca) насеље је у Румунији у округу Бакау у општини Дофтеана. Oпштина се налази на надморској висини од 375 m.

## Становништво
Према подацима из 2002. године у насељу је живело 505 становника, од којих су сви румунске националности.